# 邵剑文
邵剑文（1975年7月—），安徽旌德人，中国植物学会常务理事，安徽师范大学教授。

## 生平
1998年本科毕业于安徽师范大学生物系，同年留校任教。2003年于安徽师范大学获硕士学位，2007年于安徽师范大学获博士学位。2011年至2012年，在中国科学院植物研究所访问进修一年。现任安徽师范大学生命科学学院教授、博士生导师。

## 学术贡献
主要从事植物系统与进化、植物资源及湿地的保护与利用研究。主持国家自然科学基金项目等课题多项，在Botanical Journal of the Linnean Society、Journal of Integrative Plant Biology等期刊发表论文20余篇。

## 学术兼职
中国植物学会常务理事、水生植物资源与环境专业委员会委员，安徽省植物学会理事长，IUCN-SSC-中国植物专家组成员。